# Brooklyn Knights
El Brooklyn Knights fue un equipo de fútbol de los Estados Unidos que alguna vez jugó en la USL Premier Development League, la cuarta liga de fútbol en importancia en el país.

## Historia
Fue fundado en el año 1999 en la ciudad de Brooklyn, New York el cual se basaba en la formación de jugadores jóvenes menores de 23 años, por lo que contaban con secciones en las divisiones juveniles de los Estados Unidos.
El club tuvo bastante éxito en la cuarta división, clasificó a los playoffs en tres ocasiones y a la US Open Cup en 2008, consiguiendo además un título divisional y uno de conferencia.
El club desapareció en el año 2013 debido a problemas financieros que le impidieron disputar la temporada de la USL Premier Development League en ese año.

## Palmarés
- USL PDL Eastern Conference: 1

2007
- USL PDL Northeast Division: 1

2008

## Temporadas
| Año  | División | Liga    | Temporada Regular | Playoffs                 | US Open Cup  |
| ---- | -------- | ------- | ----------------- | ------------------------ | ------------ |
| 1999 | 4        | USL PDL | 3º, Northeast     | No clasificó             | No clasificó |
| 2000 | 4        | USL PDL | 4º, Northeast     | No clasificó             | No clasificó |
| 2001 | 4        | USL PDL | 2º, Northeast     | Semifinal de Conferencia | No clasificó |
| 2002 | 4        | USL PDL | 5º, Northeast     | No clasificó             | No clasificó |
| 2003 | 4        | USL PDL | 3º, Northeast     | No clasificó             | No clasificó |
| 2004 | 4        | USL PDL | 6º, Northeast     | No clasificó             | No clasificó |
| 2005 | 4        | USL PDL | 8º, Northeast     | No clasificó             | No clasificó |
| 2006 | 4        | USL PDL | 5º, Northeast     | No clasificó             | No clasificó |
| 2007 | 4        | USL PDL | 2º, Northeast     | Semifinal Nacional       | No clasificó |
| 2008 | 4        | USL PDL | 1º, Northeast     | Final de Conferencia     | 1.ª Ronda    |
| 2009 | 4        | USL PDL | 4º, Northeast     | No clasificó             | No clasificó |
| 2010 | 4        | USL PDL | 8º, Northeast     | No clasificó             | No clasificó |
| 2011 | 4        | USL PDL | 9º, Mid Atlantic  | No clasificó             | No clasificó |
| 2012 | 4        | USL PDL | 6º, Mid Atlantic  | No clasificó             | No clasificó |

## Estadios
- Metropolitan Oval; Maspeth, New York (2004–06, 2010–12)[3]
- Aviator Field; Brooklyn, New York (2007–09)
- Adelphi University Stadium; Garden City, New York 1 juego (2010)

## Jugadores

### Jugadores destacados
| - Joseph Afful - Frank Alesci - Knox Cameron - Jeff Carroll - Edson Elcock - Gary Flood - Giuseppe Funicello | - Nicolas García - Bill Gaudette - Kyle Hoffer - Guy-Roland Kpene - Chris Megaloudis - Gary Sullivan - Chris Wingert |